# سیارک ۲۱۴۳۹
سیارک ۲۱۴۳۹ (به انگلیسی: 21439 Robenzing، نامگذاری:1998FN123) بیست و یک هزار و چهارصد و سی و نهمین سیارک کشف شده‌است که در ۲۰ مارس ۱۹۹۸ کشف شد.
قدر مطلق سیارک برابر ۱۲.۹ است.